# Gottesackerkirche (Bayreuth)

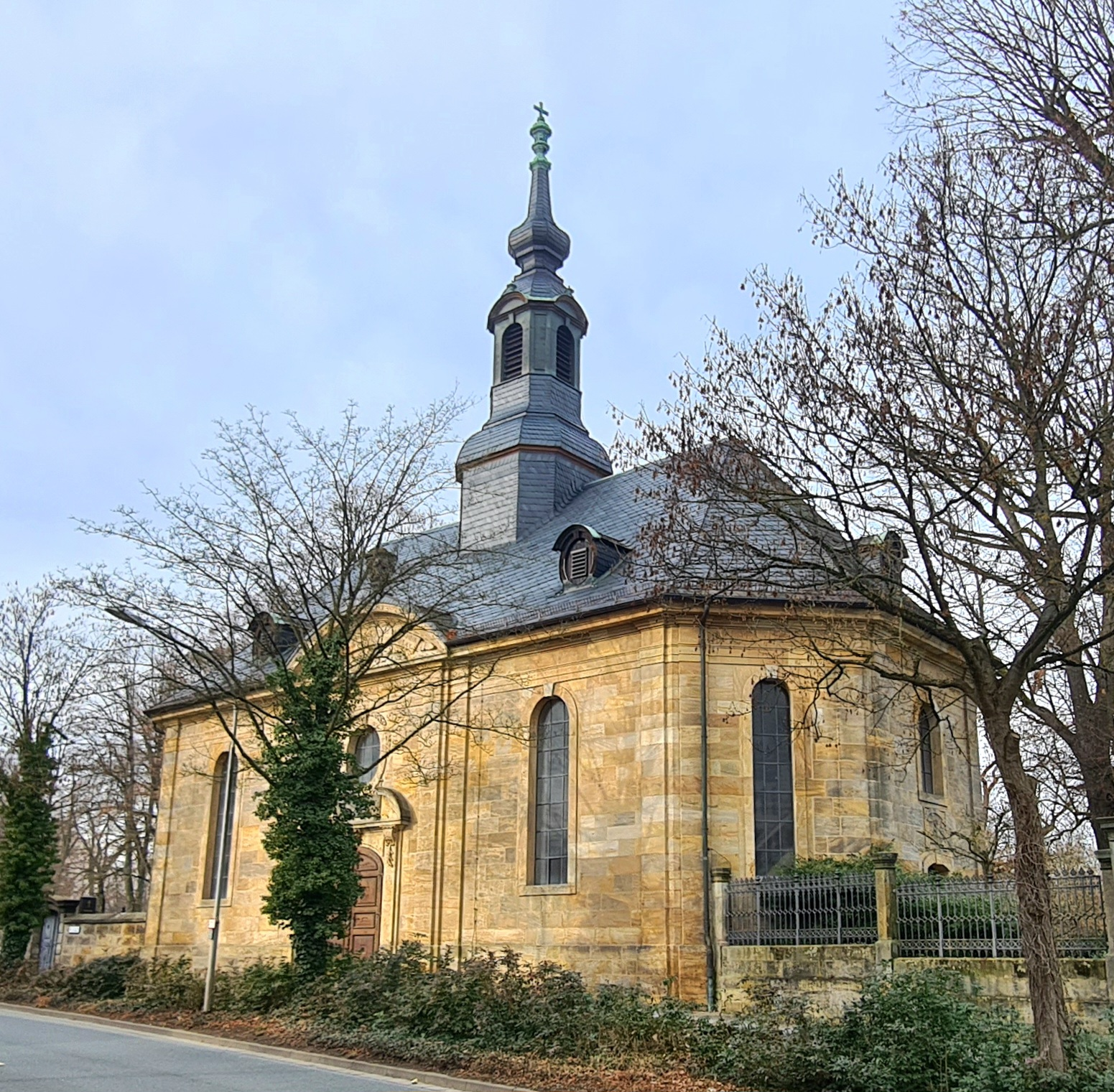
Die Gottesackerkirche aus südöstlicher Richtung

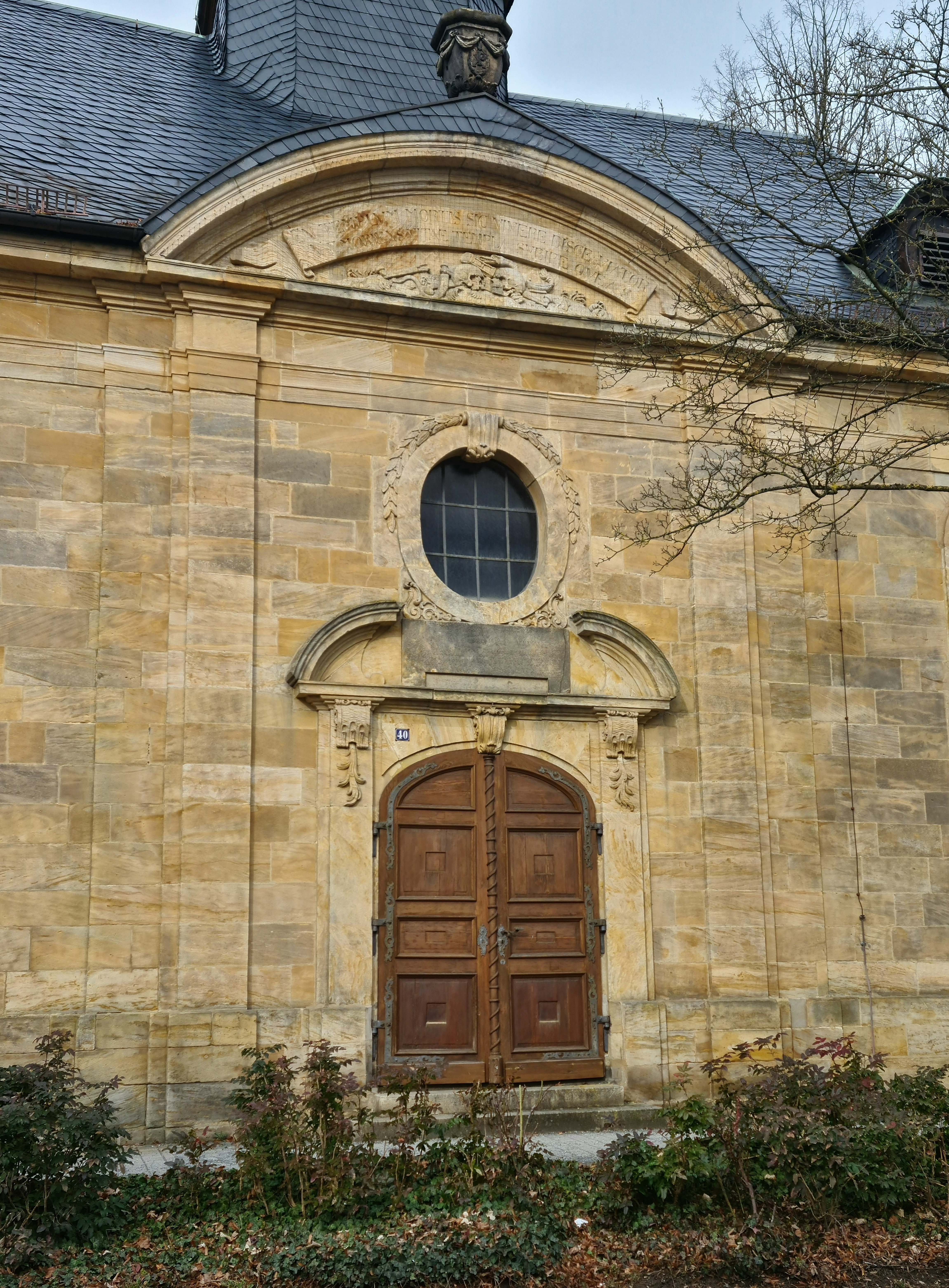
Das südliche Eingangsportal der Gottesackerkirche

Die evangelisch-lutherische Gottesackerkirche (auch: Friedhofskirche) steht in Bayreuth. Sie gehört zu den Markgrafenkirchen des ehemaligen Markgraftums Brandenburg-Bayreuth und ist ein Neubau aus dem 18. Jahrhundert. Die Kirche gehört zum Pfarrbezirk Bayreuth−Stadtkirche im Kirchenkreis Bayreuth (Dekanatsbezirk Bayreuth-Bad Berneck) in der Evangelisch-Lutherischen Kirche in Bayern.

## Lage
Die Gottesackerkirche liegt am südöstlichen Eingang des Stadtfriedhofs, direkt an der Erlanger Straße, welche die historische Innenstadt mit der Altstadt (bis ins 19. Jahrhundert: Altenstadt) verbindet.

## Geschichte
Die Gottesackerkirche ist bereits das dritte Kirchengebäude an dieser Stelle. Ab 1514 stand hier die Kapelle zum Heiligen Grab, die bereits 1544 wieder abgebrochen wurde, um die Steine für den Bau der neuen Friedhofsmauer zu verwenden. Der Friedhof wurde 1545 aus Platzgründen hierher verlegt. Bis 1533 wurden die Toten auf dem Friedhof, der sich um die Stadtkirche herum befand, bestattet. In den zwölf Jahren dazwischen wurden die Toten vorübergehend auf dem Friedhof in der nahe gelegenen Altstadt beerdigt.

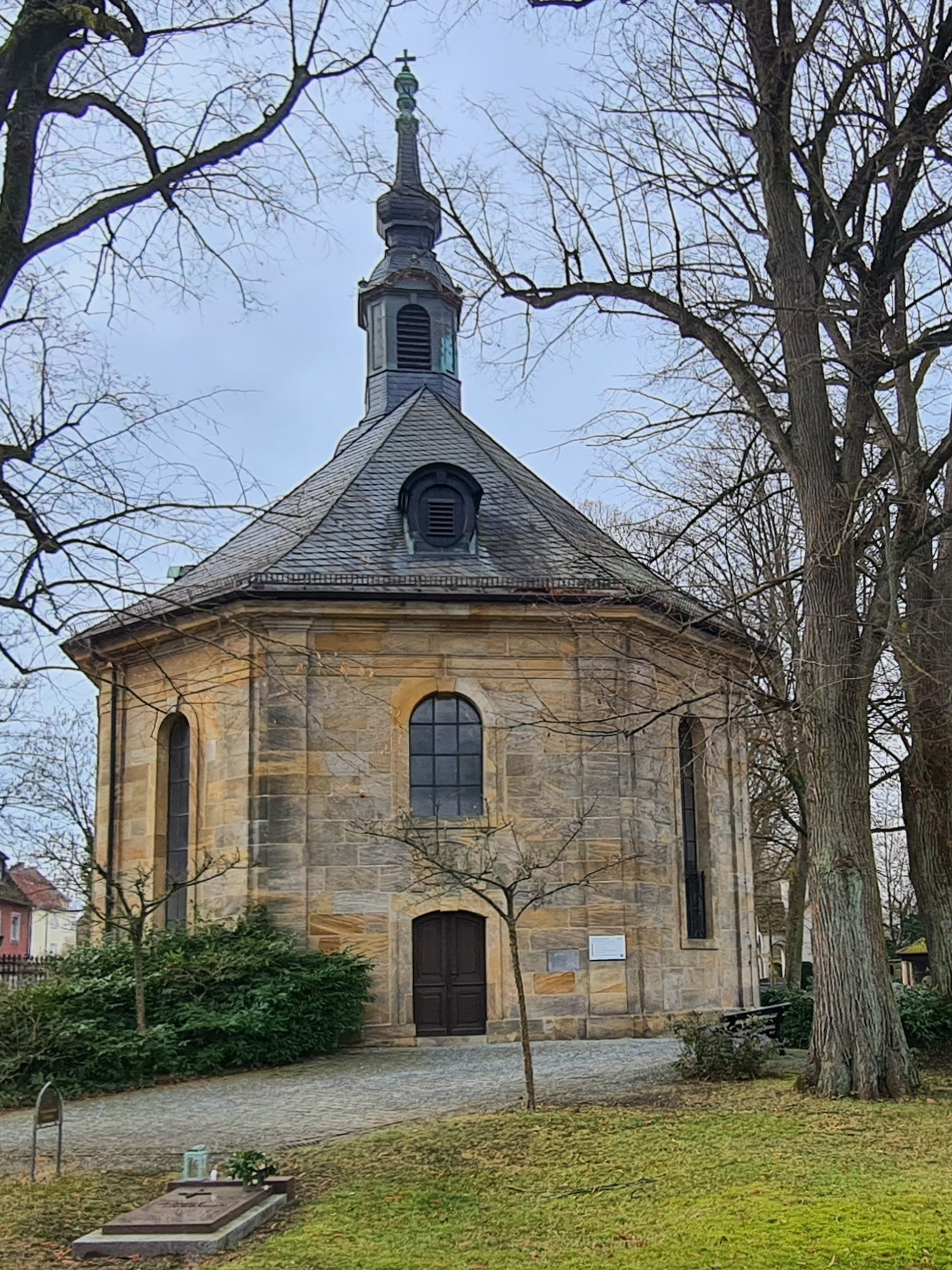
Die Gottesackerkirche aus östlicher Richtung

Der Abriss der Kapelle erwies sich als übereilt, denn schon 1562 wurde hier ein neuer Kirchenbau errichtet. Dieser wurde 1599 um einen Chor erweitert. Diese Kirche bestand bis ins 18. Jahrhundert, war aber 1779 so verfallen, dass sie vollständig abgerissen wurde.
Noch im selben Jahr begann der Neubau der heutigen Gottesackerkirche nach Plänen des Hofbauinspektors und damaligen Leiters des Hofbauamtes Johann Gottlieb Riedel (1722–1791). Die Bauausführung wurde den Bayreuther Handwerkern Johann Trips und Ulrich Gerstner übertragen. Schon am 21. August 1779 konnte Richtfest gefeiert werden. Der Zimmermannsgeselle Johann Gerstner hielt den Zimmermannsspruch auf der neu aufgerichteten Gottesackerkirche zu Bayreuth, den Lorenz Johann Jakob Lang (1731–1801) druckte. Er fügte diesem eine Kurze Geschichte des Baireuthischen Gottesackers und der Kirchen desselben an. In dieser heißt es:

„Die Kirche aber, die 217 Jahre stund, war nicht nur sehr unansehnlich und ungeräumlich, sondern auch vom Alterthum baufällig geworden. Das Verlangen, eine schönere und für eine Residenzstadt schicklichere Gottesackerkirche zu haben, war schon alt. Dieses hat endlich die Vorsehung im Jahr 1779 erfüllet [...]. Den 4. April wurde der Grundstein gelegt und der Bau unter dem merklichen Verstand Gottes ohne Unglück fortgesetzt, daß er den 21. August gehoben werden konnte.“

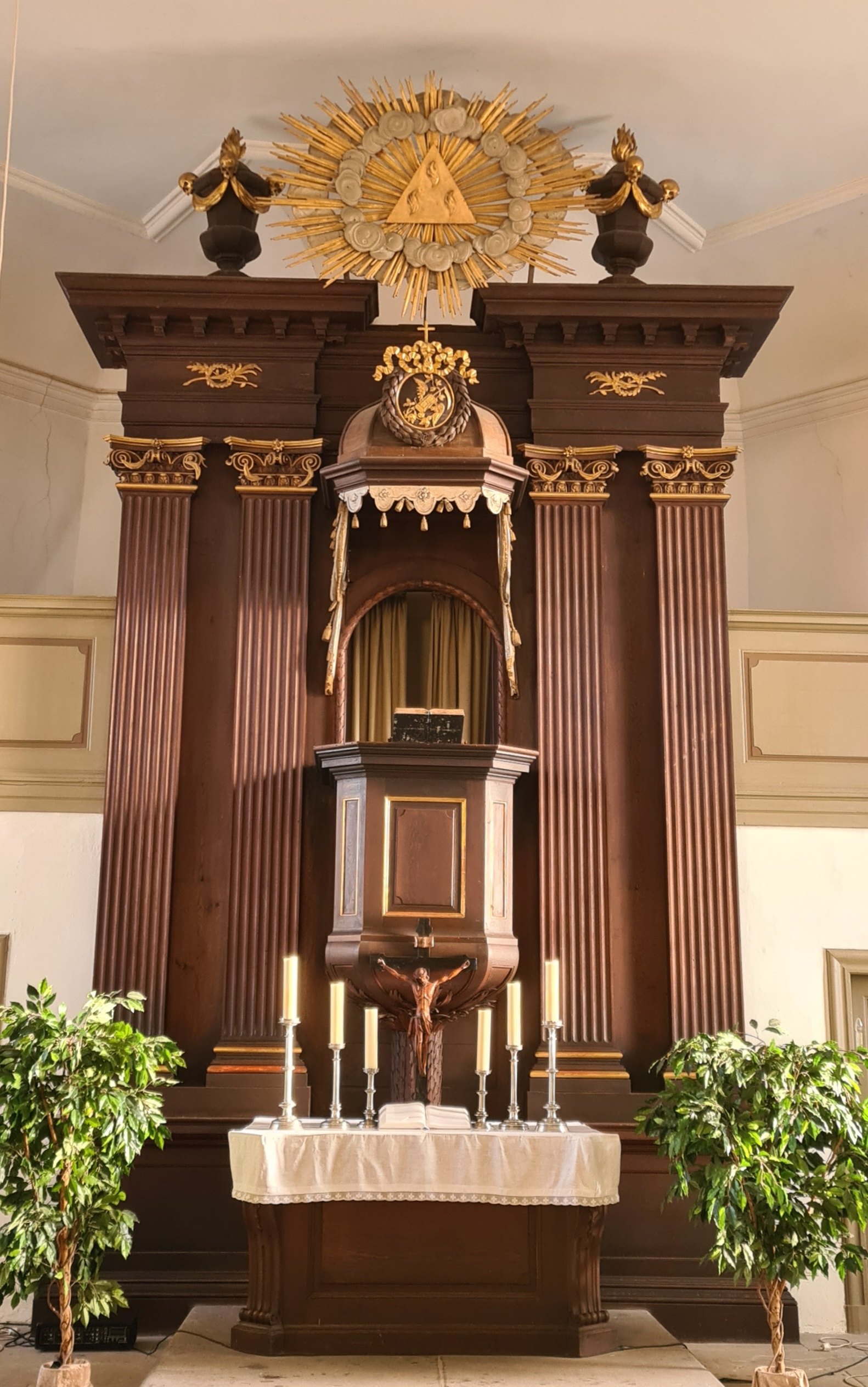
Der Kanzelaltar der Gottesackerkirche

Zwei Jahre später, an Himmelfahrt 1781, wurde die Gottesackerkirche eingeweiht. Den Gottesdienst hielt der Superintendent Johann Theodor Künneth (1735–1800). In seiner Predigt nahm er auch Bezug auf die Kapelle zum Heiligen Grab, die hier vor über 250 Jahren stand:

„Ja wie ehehin vor Alters diese Stätte von dem Grabe Jesu benennet war, also soll von diesem Feste an diese Begräbnis Kirche unserem Erlöser Jesu Christo [...] geweyhet und geheiligt seyn und dieses in der Hoffnung, daß dereinst unser Tod kein Tod, sondern eine wahre Himmelfahrt seyn werde“

In den Jahren 1897/1898 wurde die Kirche grundlegend renoviert und dann als Pfarrkirche für die angrenzende Altstadt neu geweiht. Eine weitere Renovierung wurde 1926 durchgeführt. Beim letzten und schwersten Bombenangriff auf Bayreuth am 11. April 1945 wurde auch die Gottesackerkirche in Teilen schwer beschädigt; der Wiederaufbau begann 1946. 1983 erfolgte die bis heute letzte Renovierung des Kirchengebäudes.

## Architektur
Die Gottesackerkirche ist geprägt durch ihren schlichten äußeren Baustil. Sie verkörpert den Typus der protestantischen Predigt−Saalkirche und steht für eine einfache Form des klassizistischen Barock. Das rechteckige, geostete Kirchenschiff mit seinen abgeschrägten Ecken und Lisenen ist aus Sandsteinquadern errichtet, die aus einem Steinbruch aus dem nahegelegenen Donndorf stammen. Überwölbt wird das Kirchenschiff von einem steilen achtflächigen Walmdach, das mit Schiefer eingedeckt ist. Einen Glockenturm gibt es nicht, dafür einen Dachreiter mit aufgesetztem Helm.
Die Fassaden werden gegliedert durch die hohen rundbogigen Fenster mit flacher Rahmung und die Portalrisaliten. Hinzu kommt das umlaufende Kranzgesims. Hauptzugänge zur Kirche sind das Süd− und Nordportal mit eingemeißelten lateinischen Inschriften des Hofbildhauers Franz Peter Schuh (1734–1803). Über dem Südportal, das zur Erlanger Straße hinausgeht, heißt es: EN TEMPLUM MORTIS SIC VIVERE DISCE VIATOR UT MORIENS VITAE TEMPLA SUBIRE QUEAS („Siehe, der Tempel des Todes! Wanderer, lerne so zu leben, dass du im Sterben die Tempel des Lebens betreten kannst“). Und über dem Nordportal, zu den Gräbern des Friedhofs hin, steht: DISCE MORI VIVENS MORITURUS VIVE SUBINDE UT TE LUX COELI DUM MORIERE BEET („Lerne, während du lebst, zu sterben und lebe als einer, der allmählich stirbt, damit dich das Licht des Himmels beglückt, während du stirbst“).

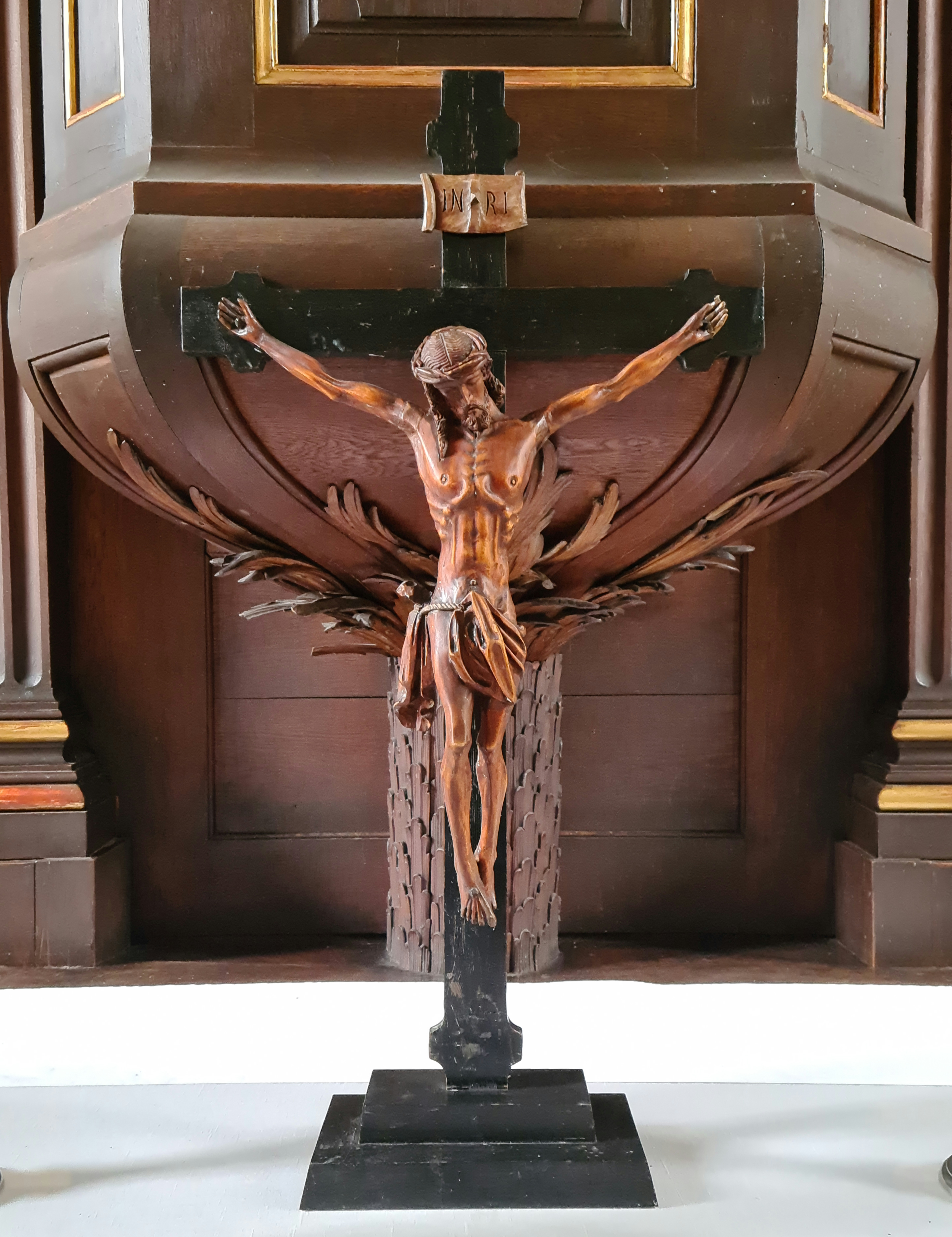
Altarkreuz der Gottesackerkirche

Über den Seiteneingängen finden sich Memento-Mori-Platten, die beim Wiederaufbau 1946 angebracht wurden. Über dem östlichen Eingang, der aufgehenden Sonne zugewandt und mit einer aufblühenden Pflanze verziert, heißt es: ET ORTO VITAE SOLE RESURGIT HOMO („Und nachdem die Sonne des Lebens wieder aufgegangen ist, ersteht auch der Mensch wieder auf“). Über dem Eingang im Westen, jetzt der untergehenden Sonne folgend und mit einer verblühten Pflanze ausgeschmückt, steht: OCCIDIT OMNIS HOMO VITALI SOLE CADENTE („Jeder Mensch stirbt, wenn die Sonne des Lebens untergeht“).

## Ausstattung
Die Ausstattung des Innenraumes wurde 1780/1781 fertiggestellt. Auffallend ist die eingeschossige, rundumlaufende Empore, die auf einfachen Holzpfeilern ruht. Wie auch bei der hölzernen Flachdecke finden sich keinerlei Ausschmückungen oder Stuckarbeiten. Nur der Orgelprospekt auf der Westempore und der Kanzelaltar stechen in dieser Hinsicht hervor.
Der Entwurf für den Kanzelaltar stammte wieder von Johann Gottlieb Riedel (1722–1791). Die Schreinerarbeiten wurden von Johann Friedrich Müller und August Friedrich Wenderoth ausgeführt. Bildhauer war, wie bei den lateinischen Inschriften der Fassaden, Franz Peter Schuh, der auch das Altarkreuz anfertigte.
Das Altarretabel auf durchgehendem Sockel wirkt auf den Betrachter wie eine flache Wand, aufgelockert alleine durch vier kannelierte Pilaster. Hinzu kommt die einfache polygonale Kanzel mit geschwungenem Schalldeckel mit Draperie und Lambrequin. Auf der Kanzelstirnseite finden sich als Symbole der Vanitas Sanduhr und Sense. Über allem thront auf dem Gesims das Dreieck als Symbol der Trinität mit drei stilisierten Flammen als Zeichen des Geistes (Joh 4,24 ), umgeben von Strahlenkranzglorie mit großem Wolken− und Strahlenkranz. Flankiert wird dies jeweils von einer Flammenurne  mit Totenköpfen.
Die Gottesackerkirche kann in ihrer Gesamtheit als barockes Mahnmal für den Menschen gesehen werden, sich seiner eigenen irdischen Vergänglichkeit immer bewusst zu sein. Hoffnung schöpfe er allein aus der Verheißung der Auferstehung und des ewigen Lebens im Himmel (Joh 3,16 ).

## Orgel

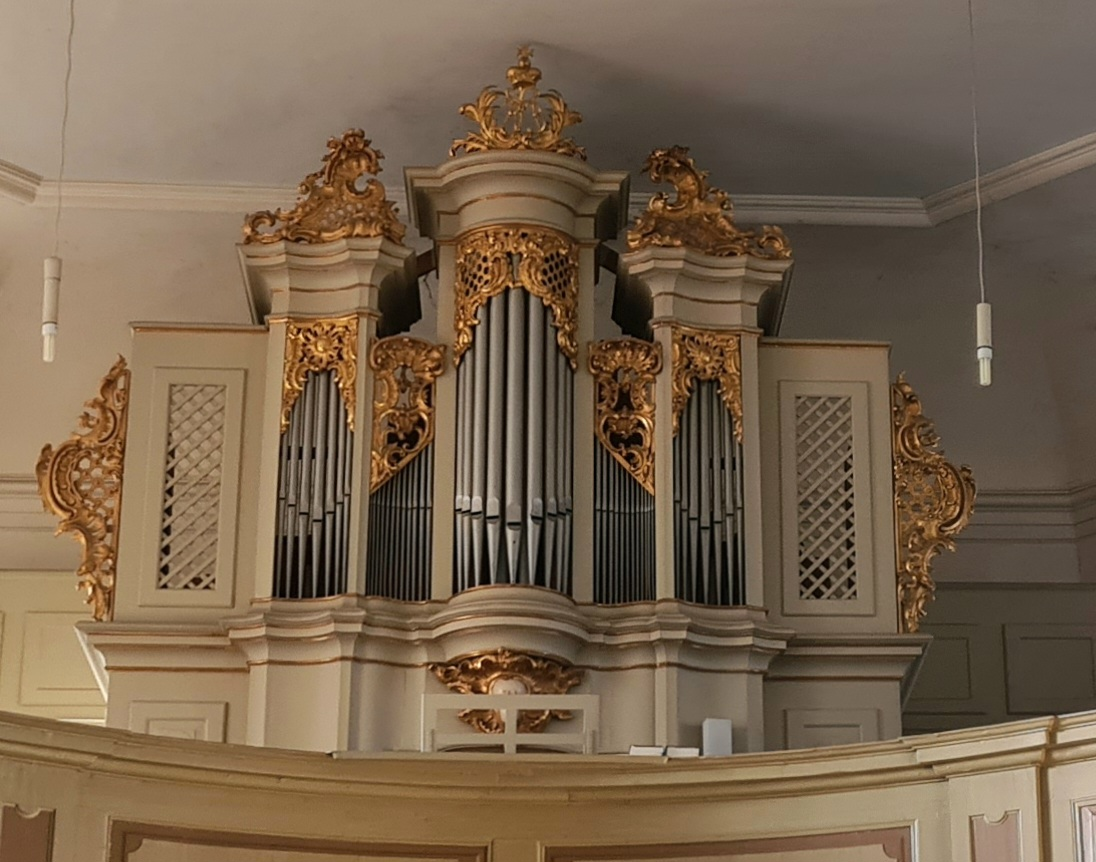
Blick auf die Orgel der Gottesackerkirche

Die erste Orgel der Gottesackerkirche war ein Werk des Hof-Instrumenten-Bauers Christian Gottlob Hubert aus dem Jahr 1748. Dieses älteste Werk des Bayreuther Orgelbauers hatte fünf Register auf einem Manual und war für die Bayreuther Spitalkirche erbaut worden. Als diese eine neue Orgel erhalten hatte, wurde das alte Instrument im Jahr 1850 in die Gottesackerkirche umgesetzt und dort im Laufe der Zeit mehrfach umdisponiert.

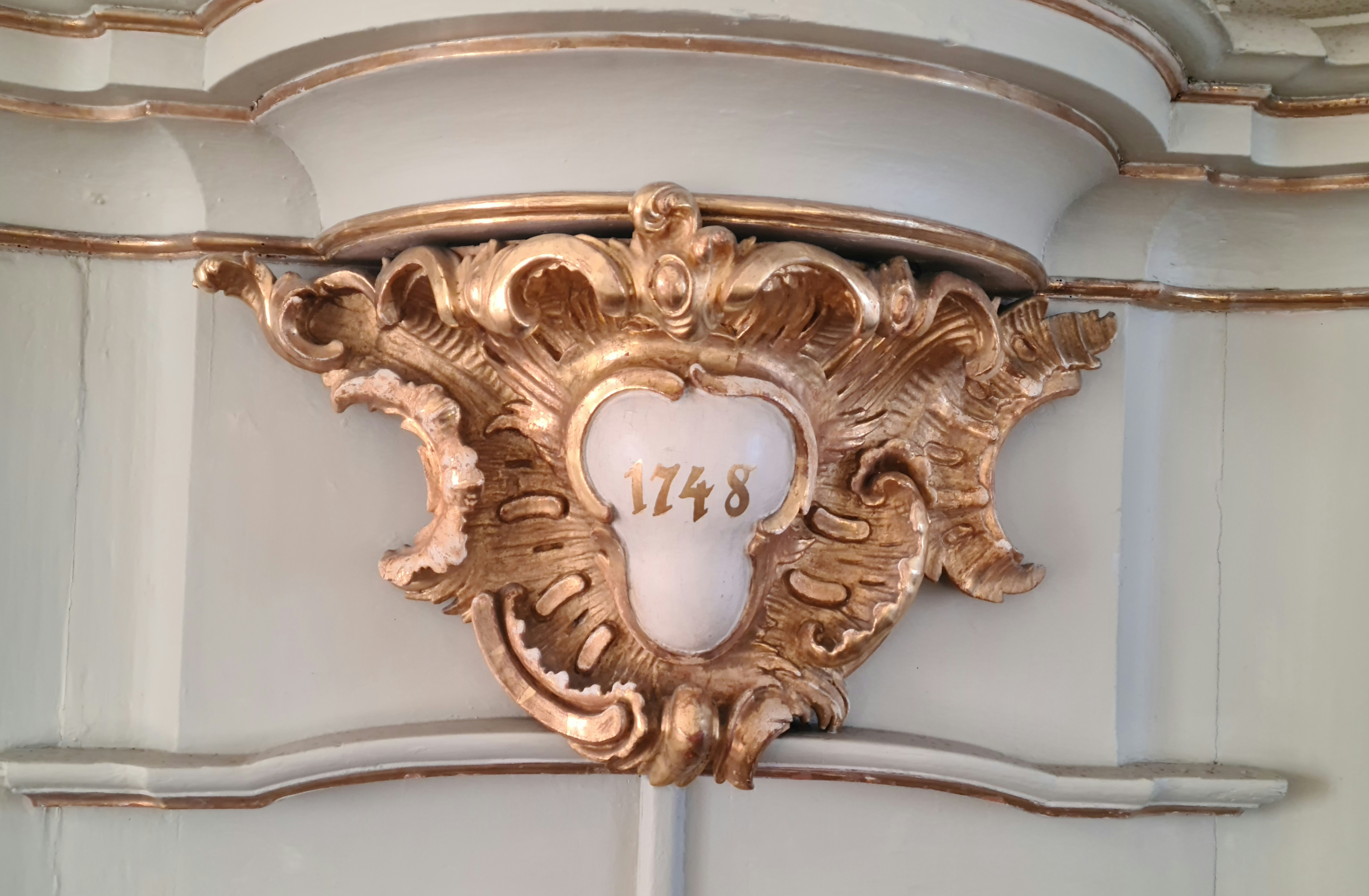
Die Rocaille-Kartusche der Orgel mit Jahreszahl

Im Jahr 1929 wurde die kleine Hubert-Orgel durch ein neues Werk der Firma G. F. Steinmeyer & Co. mit neuer Traktur (Taschenlade mit pneumatischer Spiel- und Registertraktur) und neuem Spielschrank ersetzt. Der aus der Mitte des 18. Jahrhunderts stammende Rokoko-Prospekt der alten Orgel wurde dabei erhalten und in den Neubau einbezogen. Das Schnitzwerk des Orgelprospekts stammt von Johann Gabriel Räntz (1697–1776) und trägt das Monogramm „FMZB“ (Friedrich Markgraf zu Bayreuth). Unter dem runden Mittelturm ist eine Konsole aus vergoldeten Rocaillen mit einer Kartusche angebracht, die die Jahreszahl 1748 trägt. Ungewöhnlich ist, dass die oberen Kranzgesimse der Pedaltürme nach innen gewölbt sind.
Die aktuelle Steinmeyer-Orgel hat 16 Register auf zwei Manualen und Pedal. Die Disposition lautet:
| I Hauptwerk C–g3 |       |
| Bordun           | 16′   |
| Principal        | 08′   |
| Quintatön        | 08′   |
| Viola di Gamba   | 08′   |
| Octav            | 04′   |
| Spitzflöte       | 04′   |
| Mixtur IV        | 2 ⁄3′ |

| II Schwellwerk C–g3 |        |
| Gedackt             | 8′     |
| Rohrflöte           | 4′     |
| Nazard              | 2 ⁄3′  |
| Octav               | 2′     |
| Terz                | 1 3⁄5′ |
| Zimbel III          | 1′     |

| Pedal C–f1 |     |            |
| Subbaß     | 16′ |            |
| Octavbaß   | 08′ |            |
| Gedacktbaß | 08′ | [ Anm. 2 ] |

- Koppeln: II/I, I/P, II/P
- Spielhilfen: zwei Feste Kombinationen (Mezzoforte, Fortissimo), Pianopedal

## Epitaphe
Aufgrund des Ausschreibens vom 10. April 1780, das Markgraf Carl Alexander erlassen hatte, um Wappensteine und Inschriften sicherzustellen und möglichst wieder zu verbauen, wurden auch über dreißig steinerne und hölzerne Epitaphe aus dem abgetragenen Kirchengebäude gesichert. Dreizehn davon befinden sich heute wieder im Kirchenraum und an der nördlichen Fassade der Gottesackerkirche. Es war Johann Gottlieb Riedel dabei vom Markgrafen freigestellt worden, wie die durch den neuen Gottesackerkirchenbau von der Stelle gekommenen alten Grabsteine und Epitaphien am schicklichsten, teils in teils außer der Kirche aufzustellen sein möchten.
Das Schicksal der weiteren Epitaphe ist vielfach ungeklärt. Für das hölzerne Epitaph des Bürgermeisters Küffner und seiner Frau ist der Verbleib aber belegt. Es stand bis 1924 in der Gottesackerkirche und wurde dann im Stadtmuseum, das damals noch Räume im Neuen Schloss nutzte, aufgestellt. Seit den 1980er Jahren befindet es sich in der Stadtkirche. Es ist stadtgeschichtlich von besonderer Bedeutung, da auf dem Gemälde der Predella Bayreuth im Jahr 1615 dargestellt ist. Es ist die älteste im Original erhaltene Stadtansicht und auch die damalige Gottesackerkirche mit dem Friedhof ist darauf gut zu erkennen.

### Epitaphe innen
Im Kirchenraum wurden acht Epitaphe wieder aufgestellt. Links neben dem Kanzelaltar steht das des Kirchenrats Georg Leonhard Schöpf (1628–1703) und seiner Frau Katharina Magdalena (1637–1713). Das des Superintendenten Georg Friedrich Pertsch (1625–1692) befindet sich rechts neben dem Kanzelaltar. Beide Epitaphe wurden vom Hofbildhauer Elias Räntz geschaffen. Als Vorlage dienten Räntz in beiden Fällen heute verschollene Bilder des Hofmalers Carl Clemens Kretschmann, wobei das Porträt von Pertsch noch als Kupferstich von Jacob von Sandrart überliefert ist.
An der südlichen Wand folgt das Epitaph des Arztes Georg Cornelius Schmiedel (1678–1723). Es besteht aus Marmor und ist über zwei Meter hoch. Die Inschrift ist stark verwittert aber noch lesbar. In der für barocke Epitaphe typischen Anrede heißt es: Stehe still, sterblicher Wanderer! und schaue gegen über auff das Grab eines rechtschaffenen Israeliters in welchem kein Falsch gewesen ist. nemlich Salv. Tit. Herrn D. Georg Cornelii Schmiedels. Schmiedel stammte aus Unterwiesenthal im Erzgebirge, daher auch die Insignien des Bergbaus im Kapitell. Er hatte in Leipzig und Wittenberg Medizin studiert und wurde später der Leibarzt der Markgrafen Christian Ernst und Georg Wilhelm. Sein Sohn Casimir Christoph Schmiedel war ebenfalls Arzt und wurde bekannt als Botaniker.
Es schließen sie die Epitaphe von Johann Braun (1581–1651) und Johann Rosa (1615–1670) an. Das von Johann Braun wird heute dem Bildhauer Johann Brenk (1604–1674) aus Kulmbach zugeordnet. Braun war nicht nur Superintendent, sondern auch Schriftsteller. Er hatte während des Dreißigjährigen Krieges mehrere Tagebücher verfasst, die 1934 aus dem Latein in das Deutsche übersetzt wurden. Johann Rosa stammte aus Wunsiedel und war Spitalprediger in Bayreuth, gehörte also nicht zur Führungsebene der Kirche. Die besondere Qualität seines Epitaphs, wahrscheinlich auch in Kulmbach gefertigt, spiegelt dies aber nicht wider.
Etwas versteckt an der westlichen Wand unter dem Aufgang zur Empore steht der auffällige Stein für Ursula Magdalena von Wiesenthau (1628–1629). Er ist nur knapp einen Meter groß und besteht aus Sandstein mit einer Inschriftenplatte aus Marmor. Das Epitaph ist eines der letzten Werke des Nürnberger Bildhauers Abraham Graß († 1630). In den Ecken des Steins finden sich die vier Familienwappen. Oben sind es Wiesenthau und Künsberg, unten das Wappen von Aufseß und Laineck. Der oben stehende Leichentext bezieht sich auf Hiob 19,25 . Die Inschrift auf der Marmorplatte lautet:
Anno 1629 den 27 Juni starb das woledele Jungfraulein Ursula Magdalena von Wiesenthau ihres Alters 26 Wochen und 3 Dag dem Gott genad. Lasset die Kindlein zu mir kommen und wehret ihnen nicht, den solcher ist das Reich Gottes, spricht Christus. Marc 10
. Hier wird Bezug genommen auf Mk 10,14 .
Abschließend folgen an der Nordwand die Epitaphe für den Gymnasialprofessor und Prinzenerzieher Joachim Heinrich Hagen (1648–1693) und den jung verstorbenen Pfarrer Wolfgang Ehrhard Tröger (1699–1738). Der Stein für Joachim Heinrich Hagen ist wieder ein Werk von Elias Räntz. Hagen stammte aus Bayreuth, wurde später in den Pegnesischen Blumenorden berufen und war Erzieher der Prinzen Georg Albrecht d. Ä. (1619–1666) und Georg Wilhelm (1678–1726).

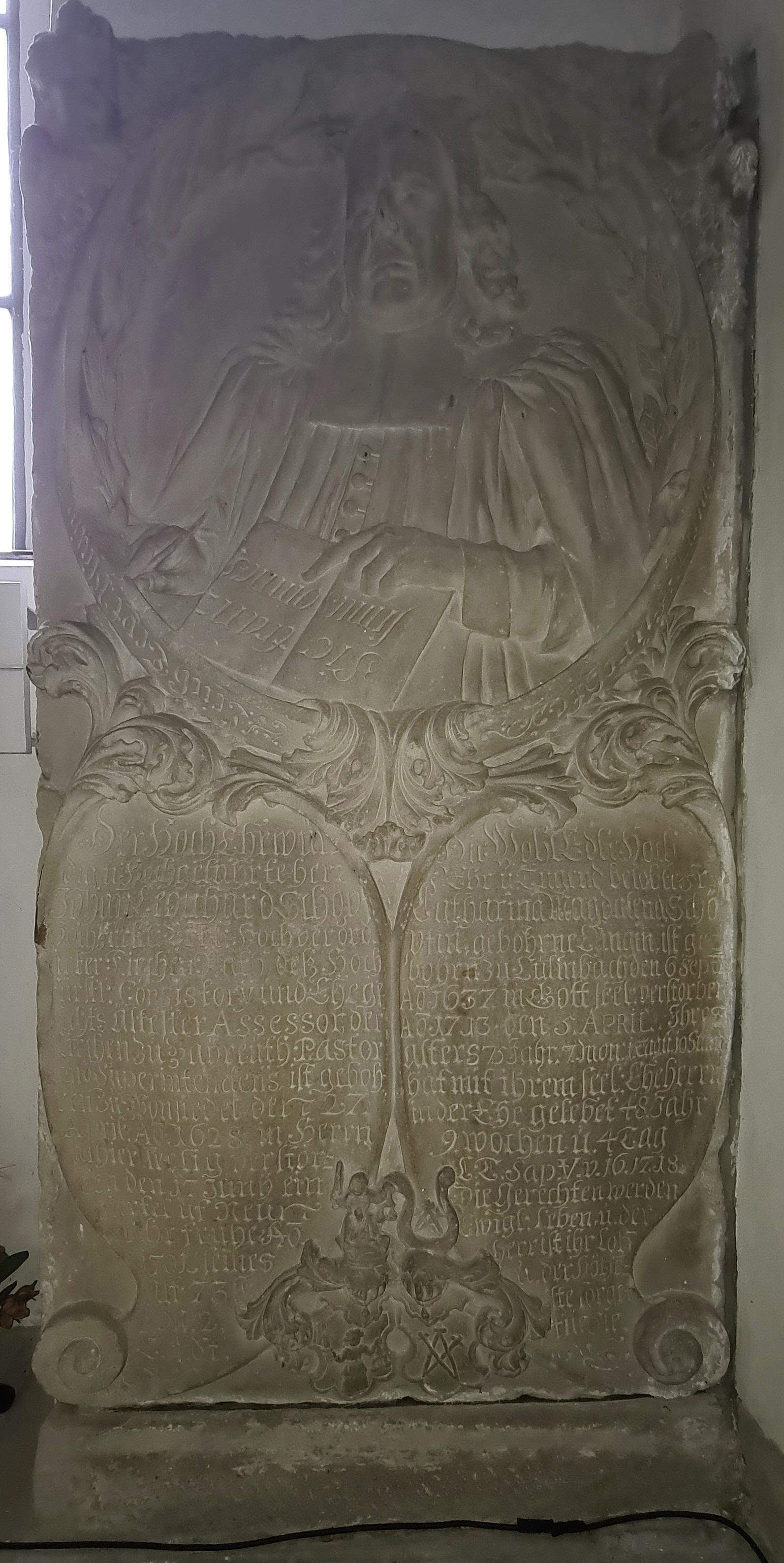
Epitaph Kirchenrat Georg Leonhard Schöpf (1628–1703)
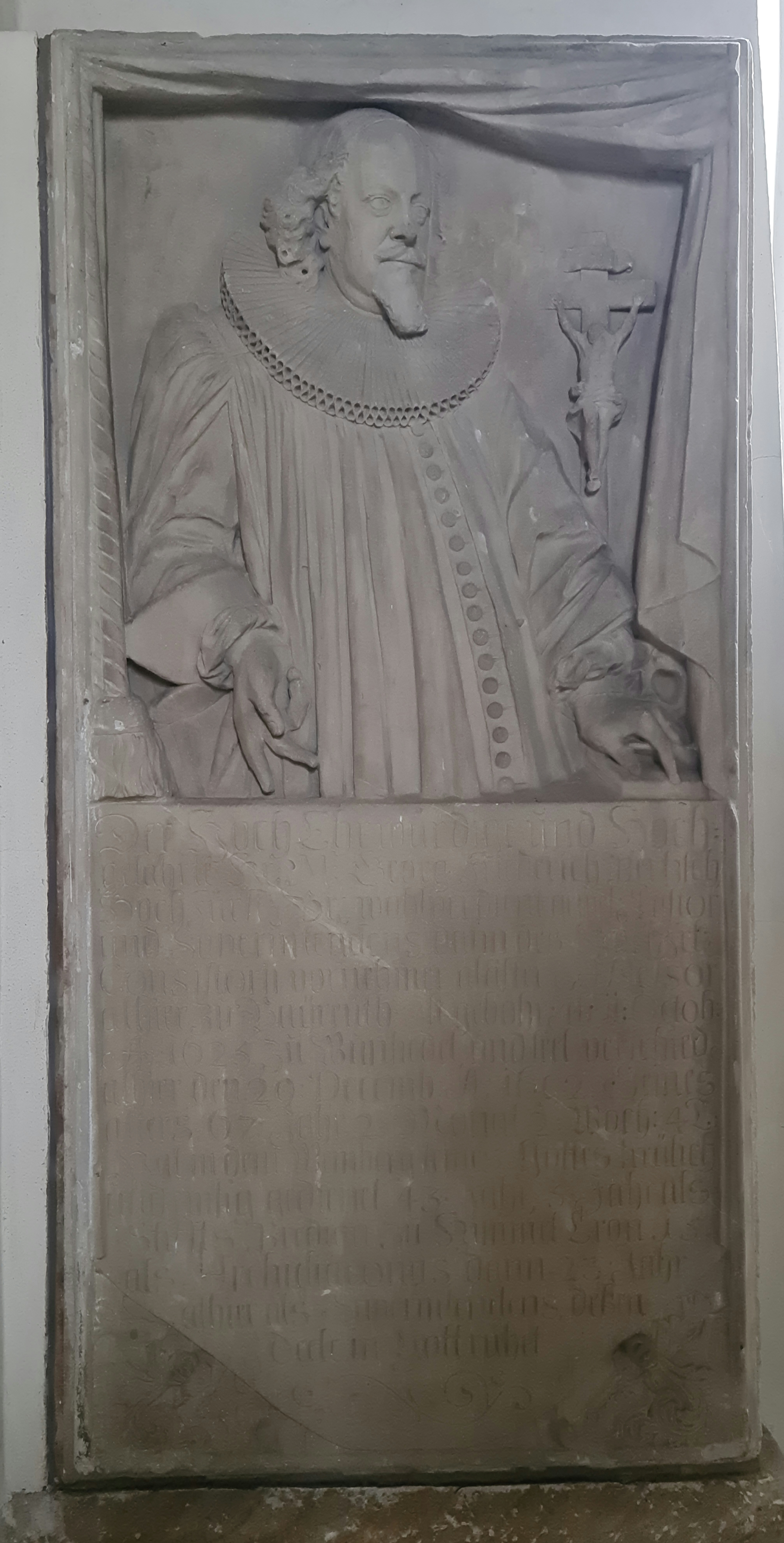
Epitaph Superintendent Georg Friedrich Pertsch (1625–1692)
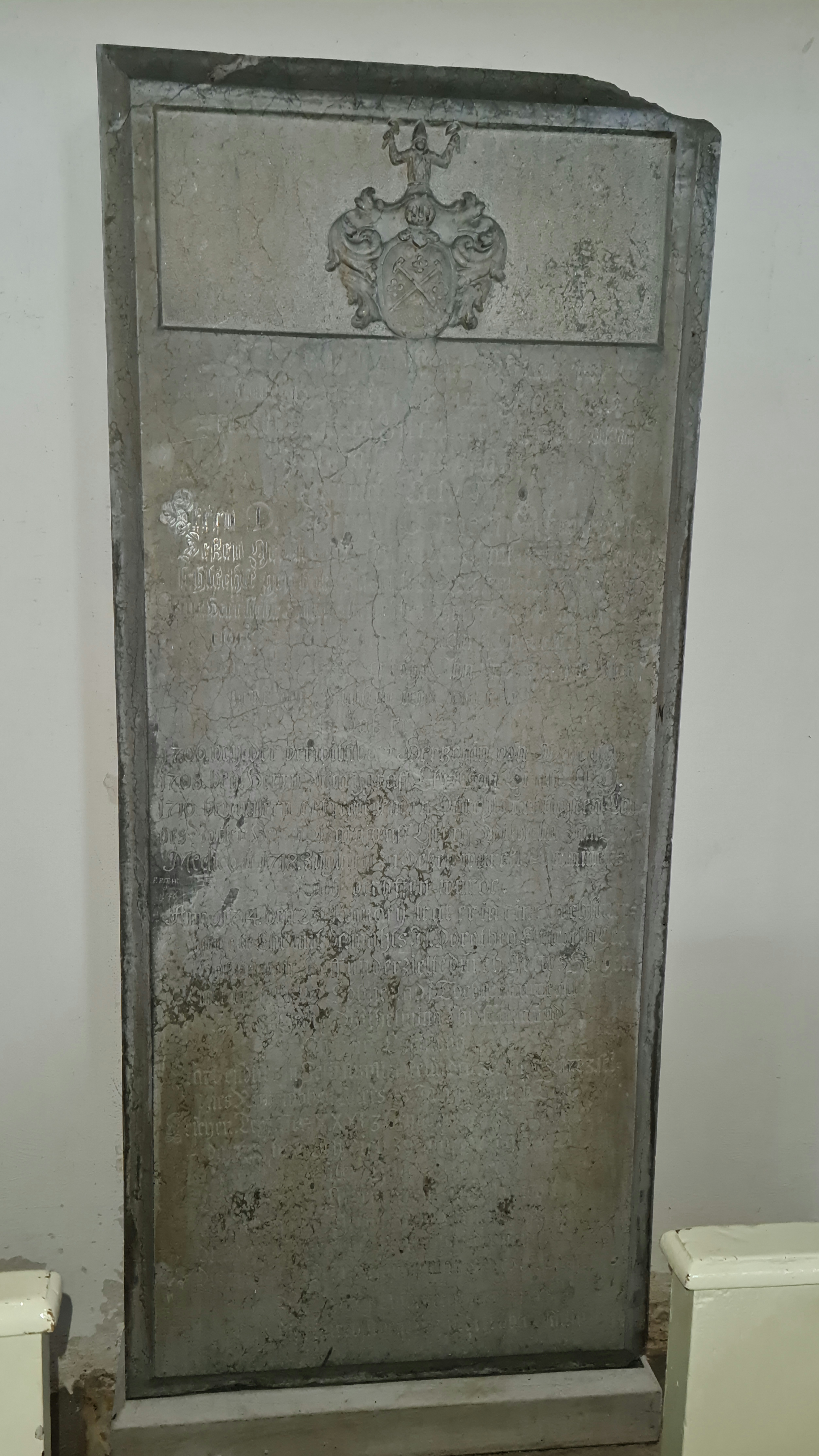
Epitaph Markgräflicher Leibarzt Georg Cornelius Schmiedel (1678–1723)
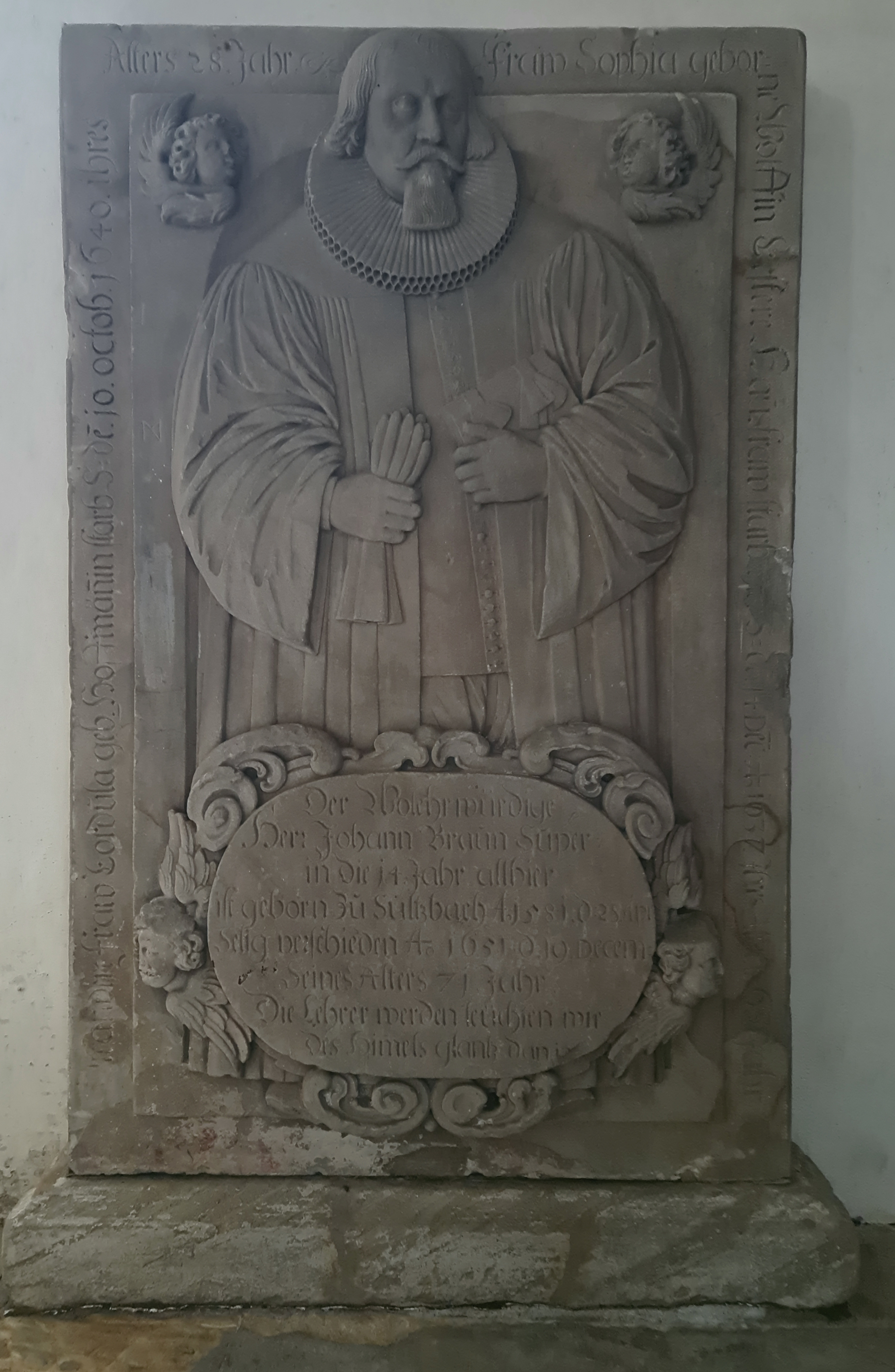
Epitaph Superintendent und Schriftsteller Johann Braun (1581–1651)
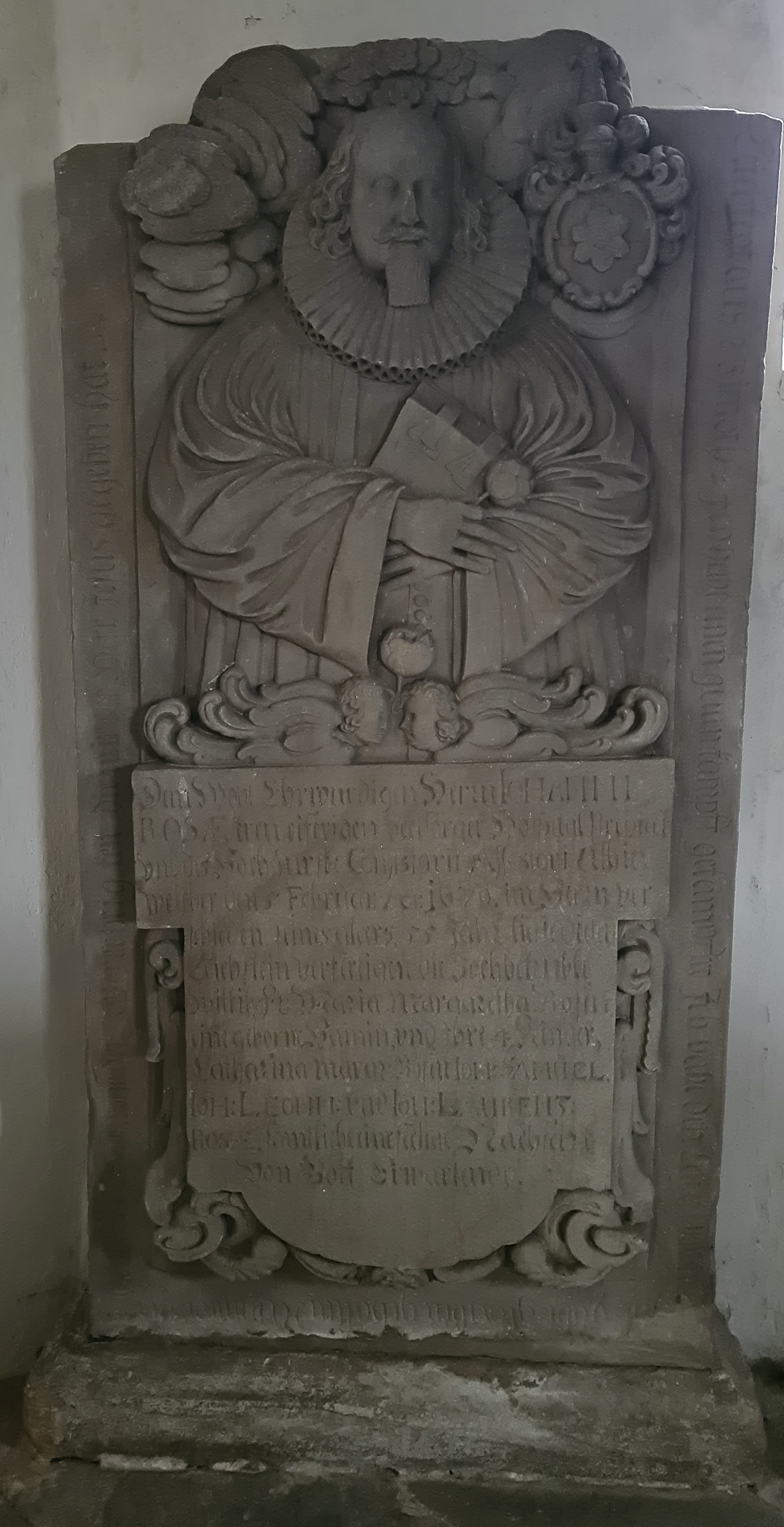
Epitaph Spitalprediger Johann Rosa (1615–1670)
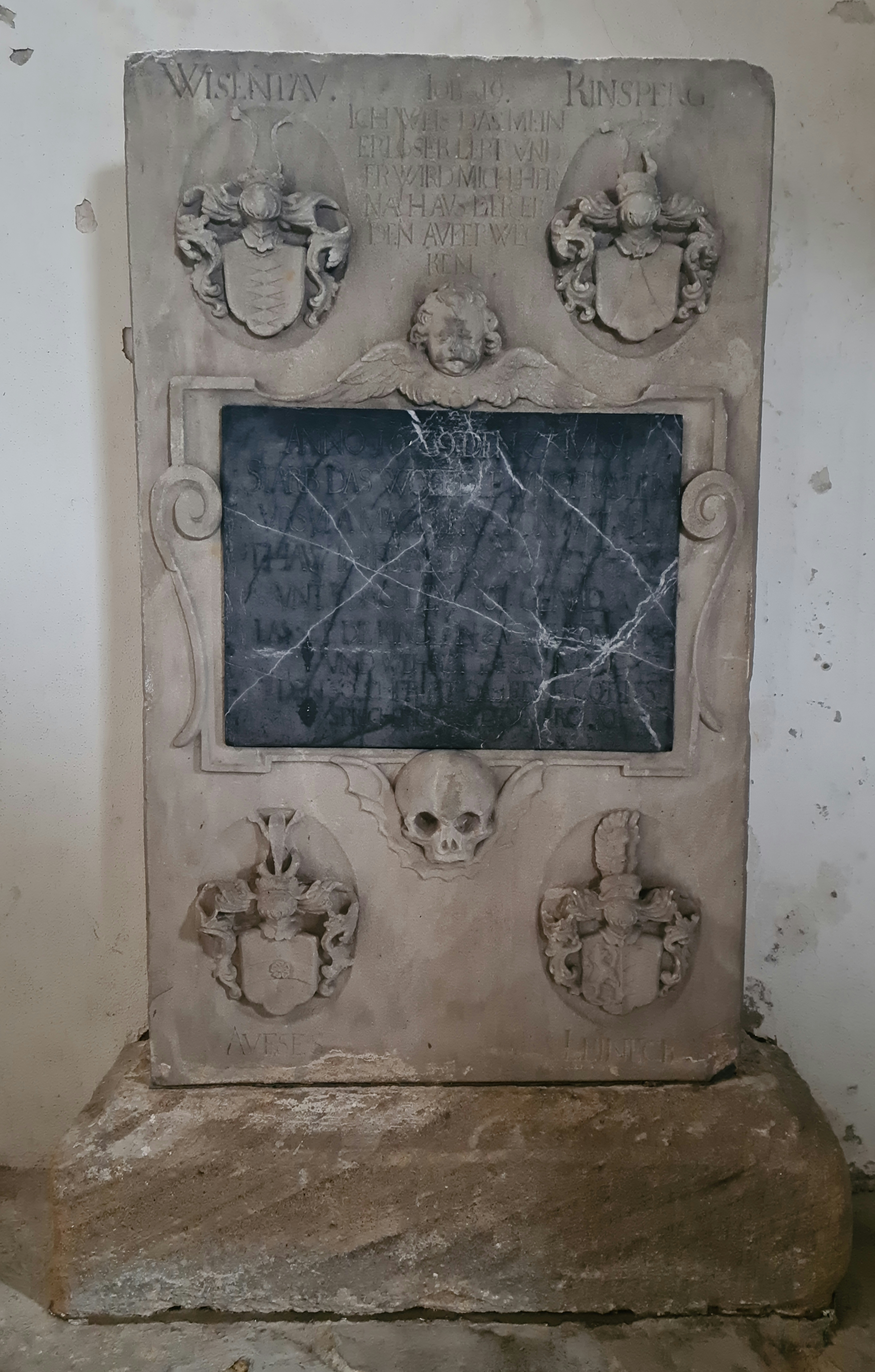
Kinderepitaph Ursula Magdalena von Wiesenthau (1628–1629)
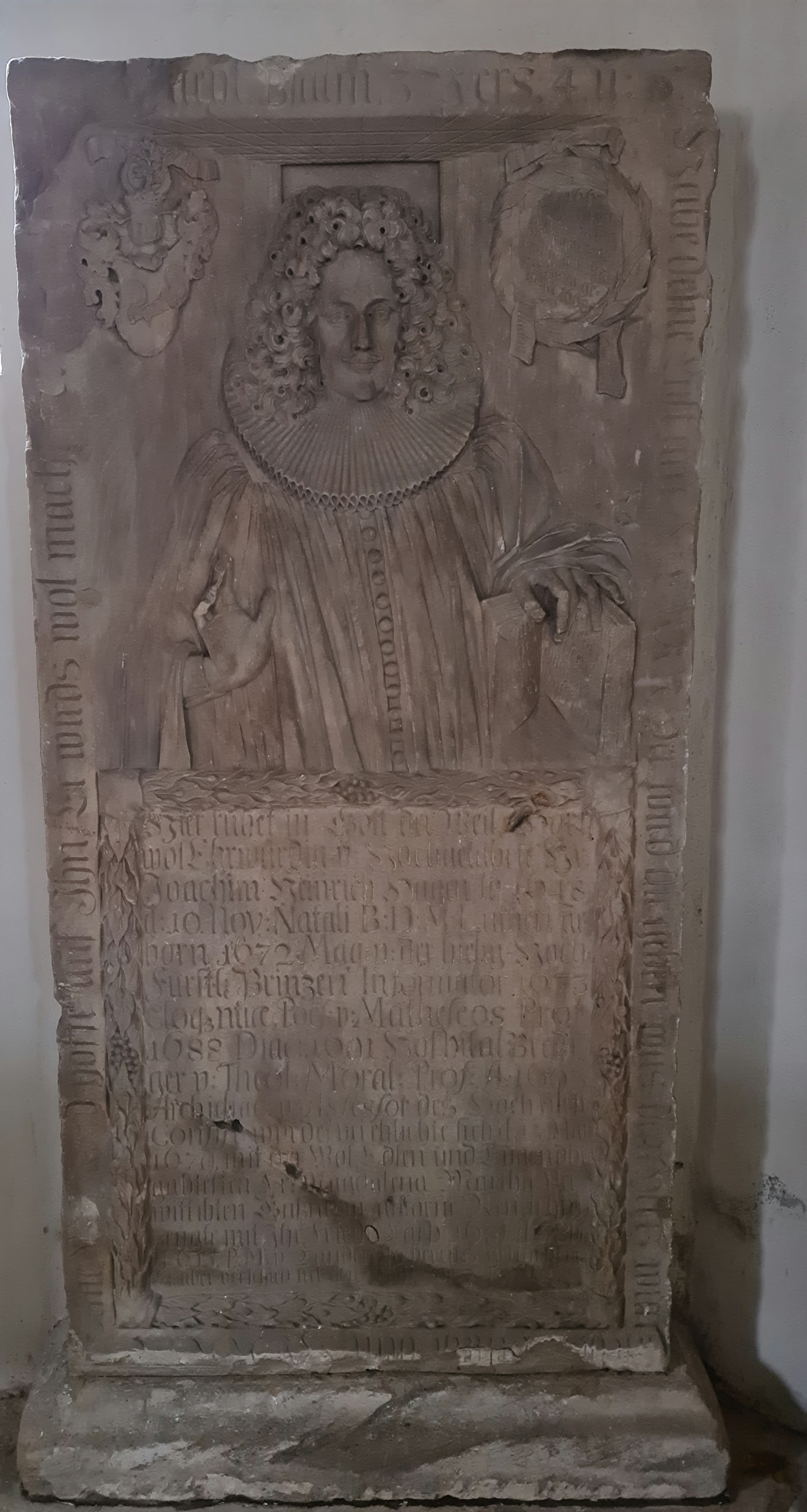
Epitaph Gymnasialprofessor und Prinzenerzieher Joachim Heinrich Hagen (1648–1693)
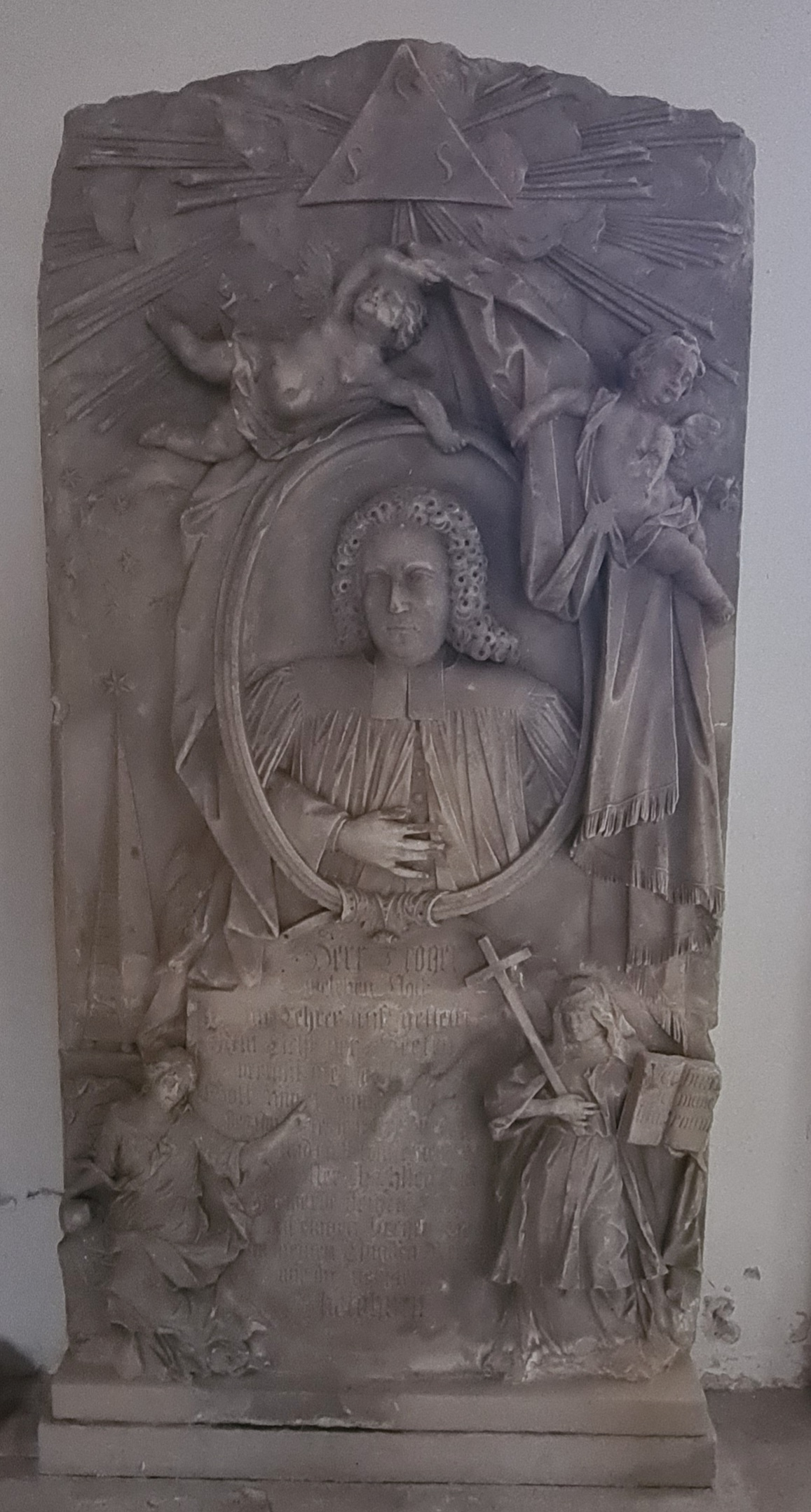
Epitaph Pfarrer Wolfgang Ehrhard Tröger (1699–1738)

### Epitaphe außen
An der nördlichen Fassade finden sich heute noch fünf Epitaphe. Ganz links steht das des Theologieprofessors und Bayreuther Superintendenten Friedrich Adam Ellrodt (1735–1780). Es zeigt in einem floral verzierten Kartuscherahmen den Bischofshut und -Stab, eine Bibel und das Familienwappen. Den Sockel zieren ein Totenschädel und zwei verlöschende Fackeln als Symbole der Vergänglichkeit des menschlichen Lebens. Es folgt das Epitaph der Maria Margaretha Landgraf (1691–1779), die hier erwartet die Stimme ihres Erlösers.
Rechts neben dem Portal steht das Grabmal des Konsistorialpräsidenten Schnell († 1795), dessen Inschrift kaum noch zu entziffern ist. Das Epitaph des Ratsherrn Johann Söllner (1710–1773) und seiner Ehefrau Anna Eva (1711–1782) besticht durch seine reichhaltige Ausschmückung. Oben findet sich das Dreieck als Symbol der Trinität mit dem Auge Gottes, umgeben von drei Engelsköpfen, Wolken und Strahlenkranzglorie.
Den Abschluss bildet das frühklassizistische Epitaph des Ministers und Regierungspräsidenten Wilhelm Ernst von Schönfeld (1724–1779). Es wurde aus Wunsiedler Marmor gefertigt und zeigt das Wappen der Familie Schönfeld und das Großkreuz des Roten Adlerordens. Die Inschrift in der ovalen Kartusche verweist auf seine Regierungsämter und darauf, dass er [...] Ritter des erneuerten Rothen Adler Ordens Grosz Creuz [war]. Der untere Teil des Steins ist als Gruftnische gestaltet mit eingestelltem geschweiften Sarkophag.

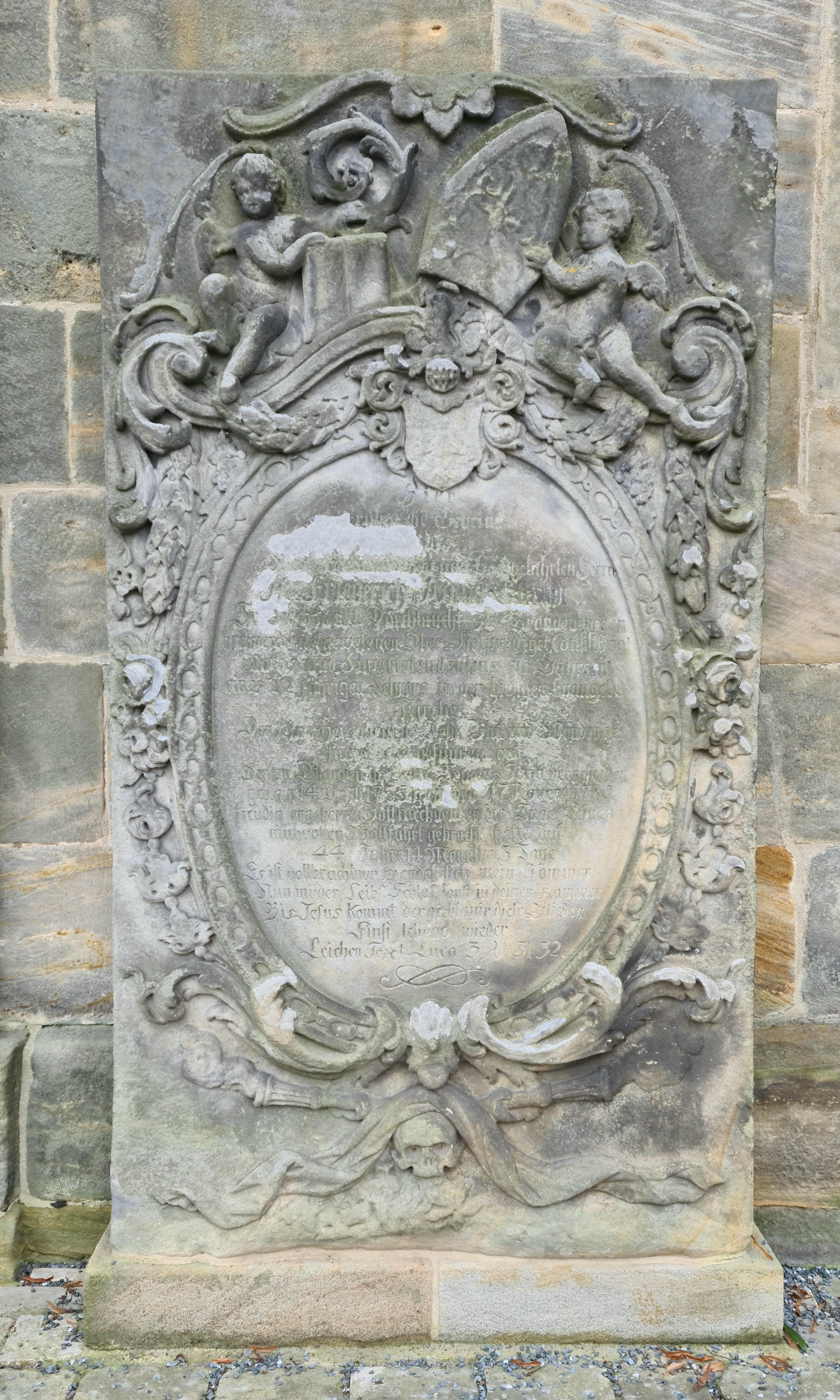
Epitaph Friedrich Adam Ellrodt (1735–1780)
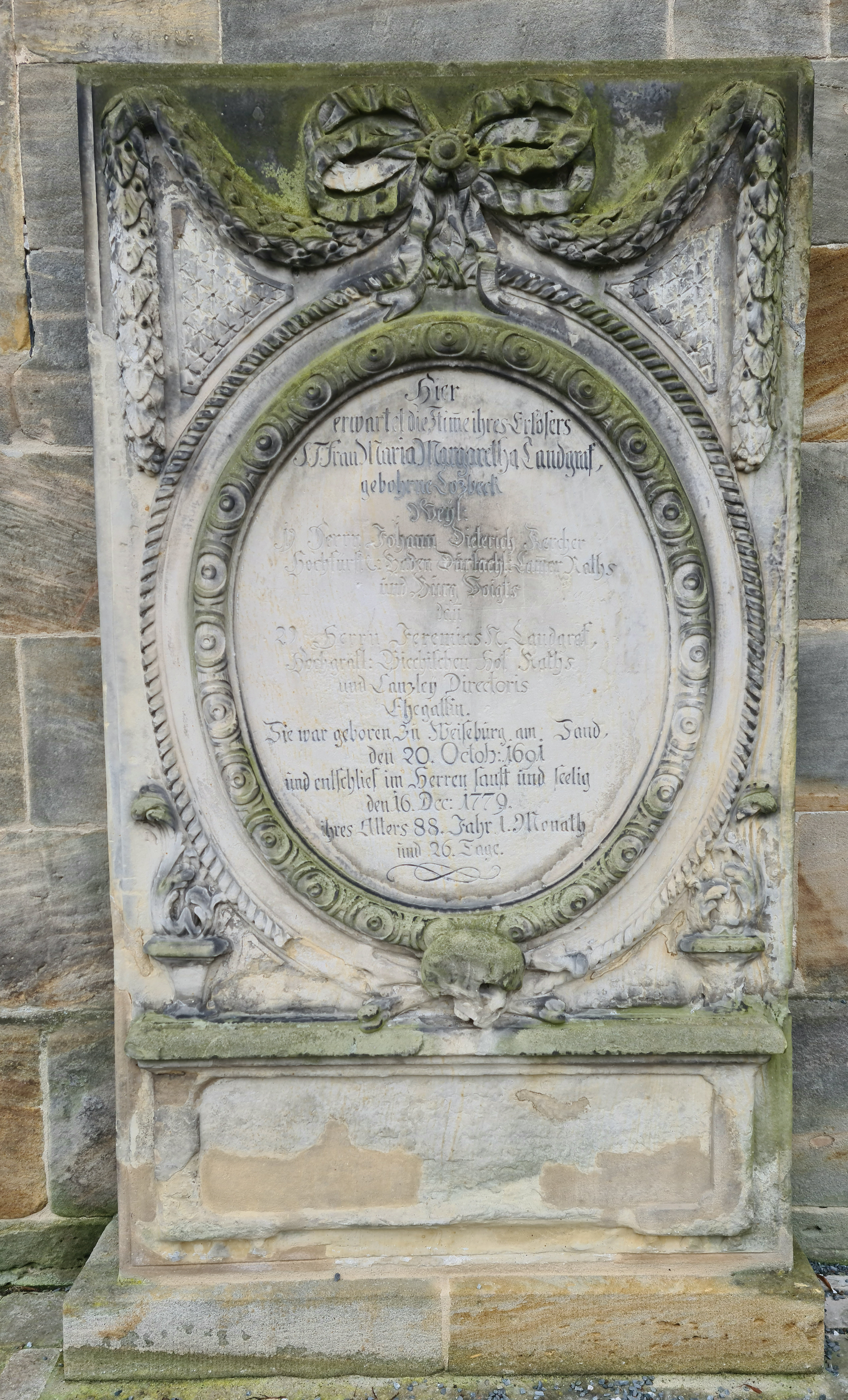
Epitaph Maria Margaretha Landgraf (1691–1779)
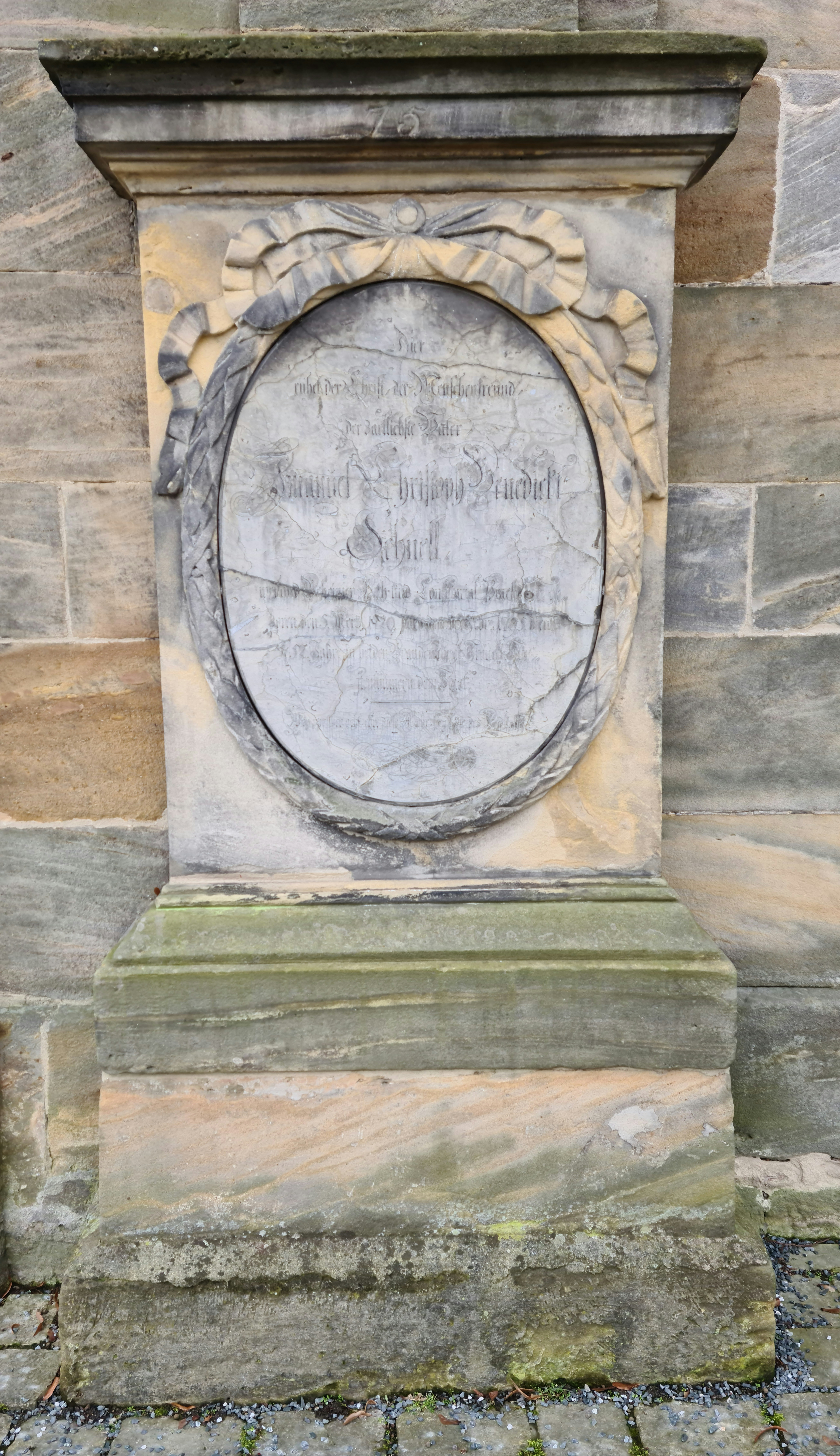
Epitaph Konsistorialpräsident Schnell († 1795)
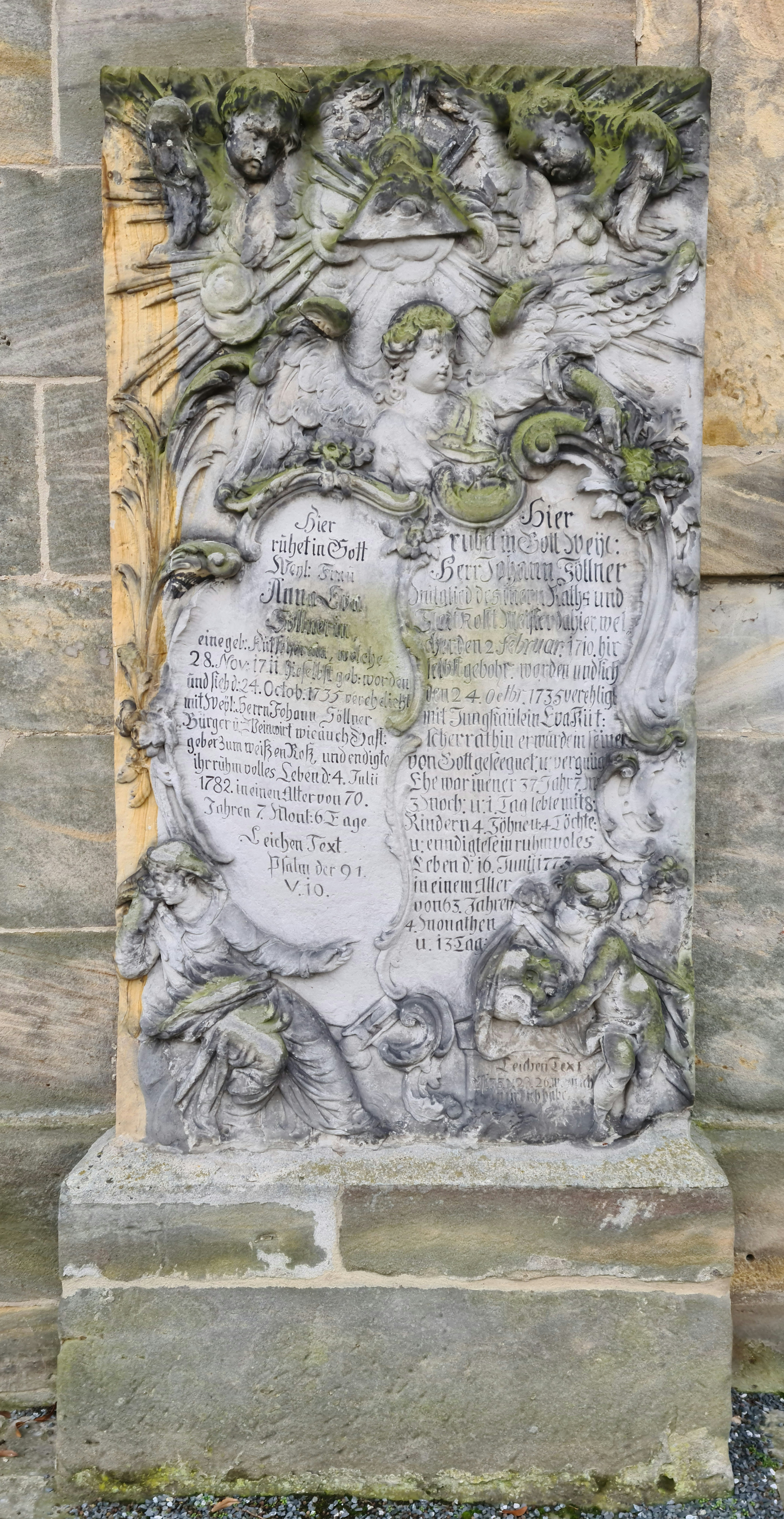
Epitaph des Ratsherrn Johann Söllner (1710–1773) und seiner Ehefrau Anna Eva (1711–1782)
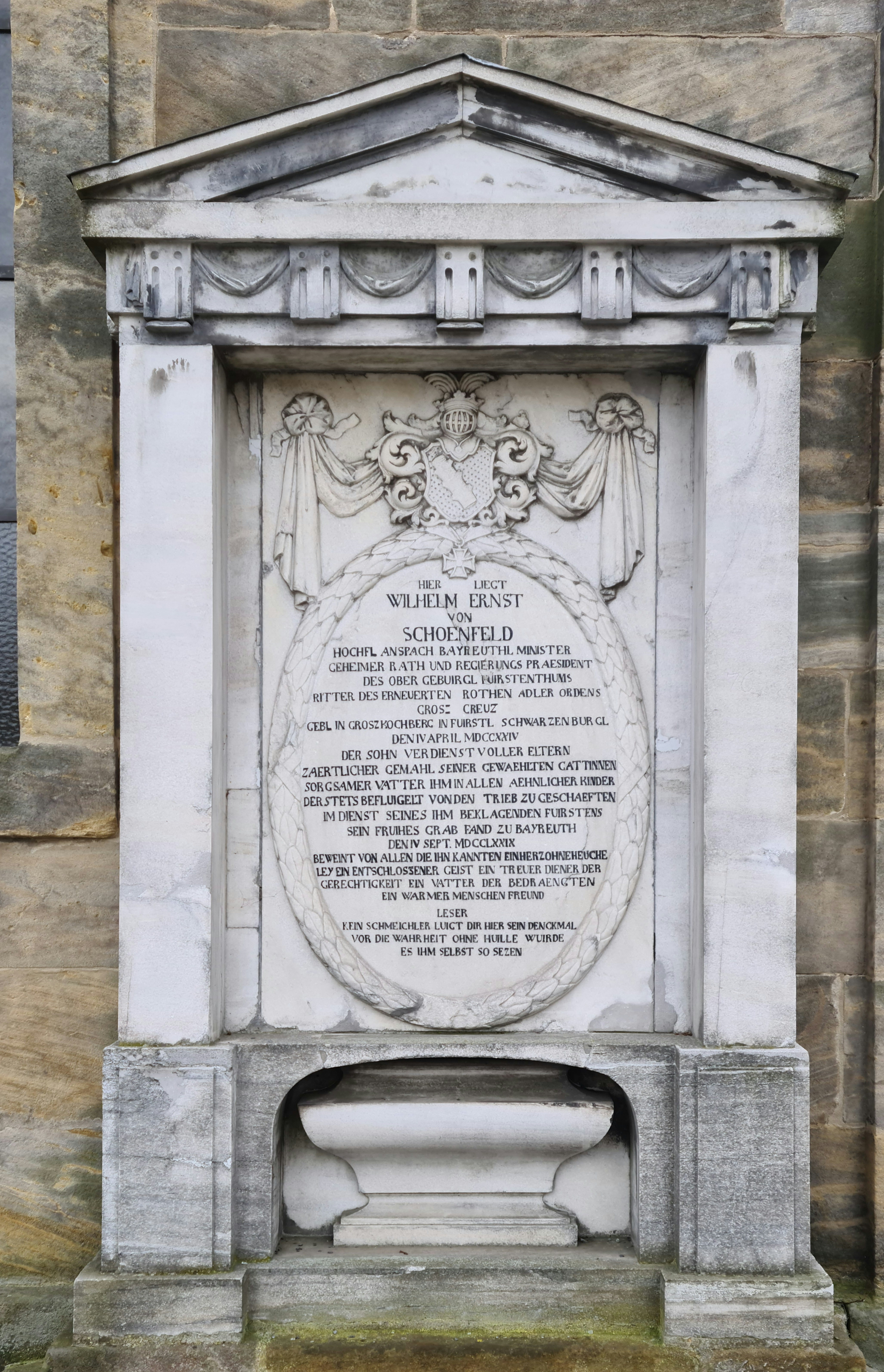
Epitaph Wilhelm Ernst von Schönfeld (1724–1779)

## Glocken
Im Dachreiter befinden sich zwei Glocken, die von Philipp Andreas Stumm in Nürnberg gegossen wurden. Für die kleinere der beiden wurden die Glocken aus der abgetragenen Vorgängerkirche wieder eingeschmolzen. Auch nur diese Glocke wird heute noch genutzt.

## Seelsorge
Die Gottesackerkirche gehört heute wieder zum Pfarrbezirk Bayreuth−Stadtkirche. Sie wird nur im Rahmen von Begräbnis− und einzelnen Gedenkgottesdiensten genutzt. Eine weitergehende Öffnung ist seit Jahren angedacht, jedoch noch nicht konkretisiert worden. Eine Besichtigung ist nach Voranmeldung beim Friedhofsamt möglich.